# 행복 부동산 연구소
《행복 부동산 연구소》는 OBS경인TV에서 매주 월요일부터 목요일에 방송했던 부동산 상담 프로그램이었다.

## MC
- 홍민희